# Reticunassa luteola
Reticunassa luteola is een slakkensoort uit de familie van de fuikhorens (Nassariidae). De wetenschappelijke naam van de soort werd in 1879 voor het eerst geldig gepubliceerd door E. A. Smith.